# کلا (فراهان)
کلا روستایی در دهستان فشک بخش مرکزی شهرستان فراهان استان مرکزی ایران است.

## جمعیت
بر پایه سرشماری عمومی نفوس و مسکن در سال ۱۳۹۵ جمعیت این مکان ۴۰ نفر (۱۷خانوار) بوده‌است.